# Грот Искупления
Грот Искупления (англ. Grotto of the Redemption) — религиозная святыня, расположенная в Уэст-Бенде, Айова, США. Находится в ведении епархии Су-Сити Римско-Католической церкви. Сооружение состоит из девяти гротов, изображающих сцены из жизни Иисуса Христа.
Появление грота связано с именем местного священника Пола Добберштейна (1872-1954), эмигрантом из Германии, который дал обет почтить Пресвятую Деву Марию в честь своего исцеления от тяжелой пневмонии. Уникальность сооружения в том, что стены инкрустированы разнообразными минералами и драгоценными камнями.

## В кино
- Персонаж из фильма «Простая история» Дэвида Линча старик Элвин Стрейт проезжает на тракторе «John Deere» мимо Грота Искупления.